# Lịch Berber
Lịch Berber là loại niên lịch được người Berber ở Bắc Phi sử dụng. Lịch này còn được biết đến trong tiếng Ả Rập dưới tên gọi فلاحي fellāḥī "nông nghiệp" hay عجمي ajamī "phi Ả Rập". Nó được dùng để điều chỉnh các công việc nông nghiệp có tính thời vụ theo mùa.
Tên gọi các tháng trong lịch Berber hiện đại có nguồn gốc từ lịch Julius cổ đại hoặc từ lịch Gregory.

## Các tháng

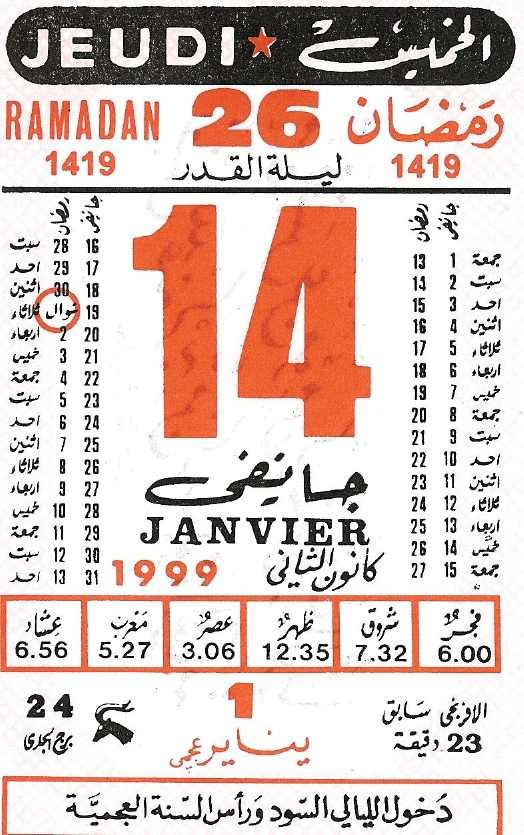
Một trang trong lịch Tunisia với ngày tháng (phần màu đỏ) Hồi giáo (trên: ngày 26 tháng Ramadan năm 1419), Gregory (giữa: 14 tháng 1 năm 1999), và Berber (dưới: Năm mới Berber ngày 1 tháng Yennayer) tức ngày 14 tháng 1 năm 1999.

Lịch Berber hiện đại bao gồm 4 mùa với mỗi mùa chứa 3 tháng. Các dạng tương ứng trong lịch Gregory (bằng tiếng Việt/Anh) được để trong ngoặc:
- Tagrest: Mùa đông.

1. Jember (tháng 12/December): từ 14 tháng 12 tới 13 tháng 1;
2. Yennayer (tháng 1/January): từ 14 tháng 1 tới 13 tháng 2;
3. Furar (tháng 2/February): từ 14 tháng 2 tới 13 tháng 3.

- Tafsut: Mùa xuân.

1. Meghres (tháng 3/March): từ 14 tháng 3 tới 13 tháng 4;
2. Ibrir (tháng 4/April): từ 14 tháng 4 tới 13 tháng 5;
3. Mayyu (tháng 5/May): từ 14 tháng 5 tới 13 tháng 6.

- Iwilen: Mùa hè.

1. Yunyu (tháng 6/June): từ 14 tháng 6 tới 13 tháng 7;
2. Yulyu (tháng 7/July): từ 14 tháng 7 tới 13 tháng 8;
3. Ghust hay Awussu (tháng 8/August): từ 14 tháng 8 tới 13 tháng 9.

- Amewan: Mùa thu.

1. Shtember (tháng 9/September): từ 14 tháng 9 tới 13 tháng 10;
2. Tuber (tháng 10/October): từ 14 tháng 10 tới 13 tháng 11;
3. Wamber (tháng 11/November): từ 14 tháng 11 tới 13 tháng 12.

## Năm mới
Ngày Yennayer 1 (nói chung gọi là "Yennayer") được kỷ niệm như là năm mới Berber. Nó được các nông dân Berber kỷ niệm trong ba ngày 12, 13 và 14 tháng 1 từ khi nào không rõ, có thể là đã từ lâu mặc dù không có sự chắc chắn rõ ràng liên quan tới lần đầu tiên của kỷ niệm này.
Năm mới Berber được coi là "năm mới nông nghiệp" đối với người Maghreb. Nó cũng dược một vài bộ lạc nói tiếng Ả Rập trong khu vực Maghreb kỷ niệm. Có thể là họ vẫn duy trì một số tập quán Berber nhưng lại không duy trì ngôn ngữ Berber của mình.
Hiện nay, kỷ niệm năm mới Berber được khuyến khích vì các lý do văn hóa và chính trị. Năm 2008, Libya đã chính thức kỷ niệm năm mới Berber. Các nhà hoạt động chính trị người Berber ở Libya cho rằng El Qaddafi muốn gây ảnh hưởng bằng việc lợi dụng lễ kỷ niệm năm mới Berber.

## Kỷ nguyên
Năm 1968, một nhóm người Berber ở Paris, gọi là Académie berbère (cũng là nhóm kêu gọi sử dụng chữ cái Tân-Tifinagh) xác nhận rằng kỷ nguyên lịch cho lịch Berber được tính từ khi pharaoh Ai Cập là Shoshenq I lên ngôi trong thế kỷ 10 TCN, người mà họ cho rằng là người Berber nổi tiếng đầu tiên trong lịch sử (ông được ghi nhận như là có nguồn gốc Libya). Académie berbère coi năm 0 là năm 950 TCN (ước tính thông dụng nhất về năm lên ngôi của Shoshenq I), điều này cho phép tạo thuận lợi trong việc chuyển đổi năm từ lịch Gregory sang năm của lịch Berber bằng cách cộng thêm 950, vì thế năm 2008 sẽ là năm 2958 trong hệ thống lịch này.